# Paranagia rufostrigata
Paranagia rufostrigata là một loài bướm đêm trong họ Erebidae.